# 唐古拉山脉

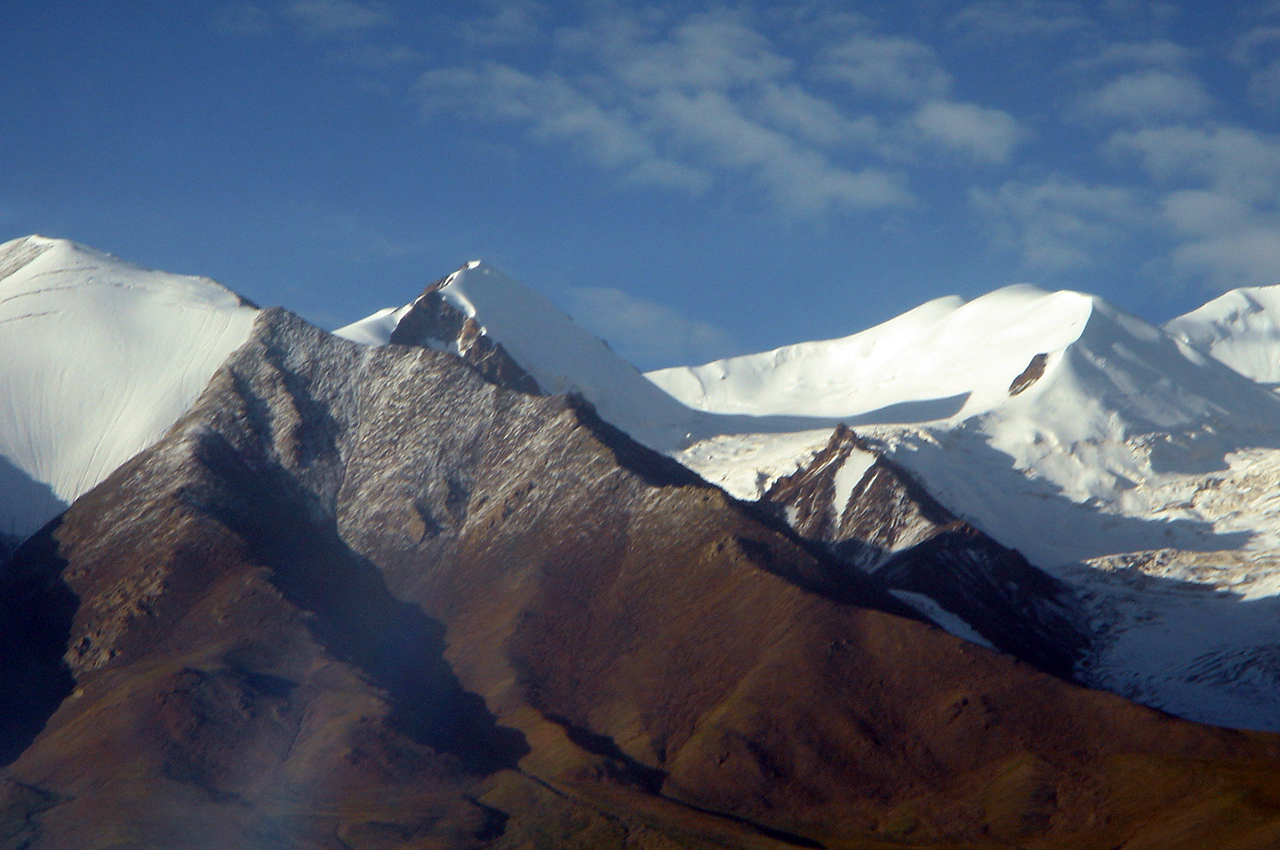
青海和西藏交界处的唐古拉山口

唐古拉山脉（藏語：གདང་ལ，威利转写：gdang la，藏语拼音：Dang La）是青藏高原中部的一条近东西走向的山脉，位于北纬32°－33°的西藏自治区东北部和藏青边界西段，西接羌塘高原，东邻横断山脉的伯舒拉岭。唐古拉山脉是长江与怒江的发源地。

## 名称
唐古拉在藏语中意为“高原上的山”（一说意为“平坦的山口”），唐古拉山口的海拔虽高达5220米，却因坡缓、高差小而并不显得险要和难以逾越。它又名“当拉山”、“当拉岭”，是“唐古拉”一声之转。

## 地理
唐古拉山脉的西段在西藏自治区境内，东段则为青海省与西藏自治区的界山。它的西端在东经90°附近逐渐没入羌塘高原之上，东南与横断山脉中的他念他翁山脉-云岭山脉相接，全长约700千米，山体宽150公里，平均海拔5500－6000米，主峰各拉丹冬峰海拔6621米。两侧山麓平原海拔4600－4800米，相对高差1300－1500米。雪线高度5400－5500米。
唐古拉山脉西段为藏北外流水系－长江与内陆水系的分水岭，中段则是太平洋水系－长江与印度洋水系－怒江的分水岭，东段则是太平洋水系－澜沧江与印度洋水系－怒江的分水岭。
山区气温低，年均温－4.4℃（沱沱河站）。有多年冻土带分布，冻土厚度70－88米。青藏公路和青藏铁路均横穿此山。植被以高寒草原为主，混生有垫状植物。

## 地质
唐古拉山脉在中生代时，因为羌塘地块向北与欧亚板块碰撞，而褶皱隆起并逐渐露出海面。以后，这一地域受新生代几次造山作用的影响，继续上升，而形成如今的山体。在地质学上，唐古拉山是青藏高原薄皮构造的一部分，是由其南边的班公错-怒江断层带和北边的澜沧江断层带夹峙的產物。

## 山峰
- 各拉丹冬
- 阿木岗日
- 普若岗日